# Riza Santos
Riza Raquel Santos (Calgary, 31 agosto 1987) è una modella e personaggio televisivo canadese, di origini spagnole, cinesi e filippine.

## Biografia
Ha partecipato e vinto a Miss Earth Canada 2006 e Miss Mondo Canada 2011. Ha quindi ottenuto la possibilità di gareggiare a Miss Terra 2006, durante il quale ha vinto il titolo di Miss Photogenic e di Miss Fontana. Ha inoltre partecipato a Miss Mondo 2011, dove si è classificata ventinovesima su 113 concorrenti.
Durante la sua partecipazione a Pinoy Big Brother: Celebrity Edition 2 (versione per celebrità del Grande fratello), ha gareggiato a nome di Bantay Bata, una fondazione caritatevole della ABS-CBN. All'ottantaquattresimo giorno si è piazzata al secondo posto del programma. Nel 2008 e 2009, ha condotto Asian Poker Tour. Si è inoltre classificata alla posizione 18 della classifica stilata dalla rivista FHM delle cento donne più sexy del 2008.